# Окулярець чубатий
Окулярець чубатий (Heleia dohertyi) — вид горобцеподібних птахів родини окулярникових (Zosteropidae). Ендемік Індонезії. Вид названий на честь американського ентомолога Вільяма Доерті.

## Підвиди
Виділяють два підвиди:
- H. d. dohertyi (Hartert, E, 1896) — острови Сумбава і Сатонда[en];
- H. d. subcristata (Hartert, E, 1897) — острів Флорес.

## Поширення і екологія
Чубаті окулярці мешкають на Малих Зондських островах. Вони живуть в рівнинних і гірських тропічних лісах та в чагарникових заростях на висоті від 300 до 1400 м над рівнем моря